# Рожковский сельсовет (Нижегородская область)
Рожковский сельсовет — сельское поселение в Сосновском районе Нижегородской области. Административный центр — село Лесуново.

## История
Статус и границы сельского поселения установлены Законом Нижегородской области от 15 июня 2004 года № 60-З «О наделении муниципальных образований - городов, рабочих посёлков и сельсоветов Нижегородской области статусом городского, сельского поселения».
Законом Нижегородской области от 28 августа 2009 года № 137-З сельские поселения Венецкий сельсовет и Рожковский сельсовет объединены в сельское поселение Рожковский сельсовет.

## Население
| 2002  | 2010  | 2012  | 2013  | 2014  | 2015  | 2016  |
| ----- | ----- | ----- | ----- | ----- | ----- | ----- |
| 2047  | ↘1550 | ↗1564 | ↗1568 | ↗1608 | ↗1614 | ↘1586 |
| 2017  | 2018  | 2019  | 2020  | 2021  |       |       |
| ↘1476 | ↘1402 | ↘1363 | ↘1336 | ↘1078 |       |       |

## Состав сельского поселения
| № | Населённый пункт | Тип населённого пункта       | Население |
| - | ---------------- | ---------------------------- | --------- |
| 1 | Венец            | село                         | ↘333      |
| 2 | Вилейка          | деревня                      | ↘82       |
| 3 | Залесье          | деревня                      | ↘54       |
| 4 | Лесуново         | село, административный центр | ↘372      |
| 5 | Марфино          | деревня                      | ↘39       |
| 6 | Михайловка       | деревня                      | →4        |
| 7 | Николаевка       | село                         | ↘141      |
| 8 | Ольгино          | деревня                      | ↘41       |
| 9 | Рожок            | село                         | ↘484      |